# Serie A 1964-1965 (pallavolo femminile)
La Serie A femminile FIPAV 1964-65 fu la 20ª edizione del principale torneo pallavolistico italiano femminile organizzato dalla FIPAV.

## Regolamento e avvenimenti
Il titolo fu conquistato dalla Max Mara Reggio Emilia. La Verri Milano rinunciò all'inizio del campionato, mentre La Torre Reggio Emilia si fuse all'inizio del campionato con la Max Mara.

## Classifica
| Pos. | Squadra                  | Pt | G  | V | P  | SV | SP |
| ---- | ------------------------ | -- | -- | - | -- | -- | -- |
| 1.   | Max Mara Reggio Emilia   | 18 | 10 | 9 | 1  | 28 | 10 |
| 2.   | Cabassi Modena           | 14 | 10 | 7 | 3  | 26 | 16 |
| 3.   | Muratori Vignola         | 14 | 10 | 7 | 3  | 23 | 21 |
| 4.   | Minelli Modena           | 10 | 10 | 5 | 5  | 22 | 18 |
| 5.   | Sestese Sesto Fiorentino | 4  | 10 | 2 | 8  | 17 | 25 |
| 6.   | Agi Gorizia              | 0  | 10 | 0 | 10 | 4  | 30 |
| 7.   | Verri Milano             | –  | 0  | – | –  | –  | –  |
| 8.   | La Torre Reggio Emilia   | –  | 0  | – | –  | –  | –  |

| Campione d'Italia | Retrocesse in Serie B |

## Risultati

### Tabellone
|                  | Gorizia | Modena Cabassi | Modena Minelli | Reggio Emilia | Sesto Fiorentino | Vignola |
| ---------------- | ------- | -------------- | -------------- | ------------- | ---------------- | ------- |
| Gorizia          | XXX     | 0-3            | 0-3            | 0-3           | 1-3              | 1-3     |
| Modena Cabassi   | 3-0     | XXX            | 3-2            | 1-3           | 3-2              | 2-3     |
| Modena Minelli   | 3-0     | 2-3            | XXX            | 3-1           | 3-0              | 1-3     |
| Reggio Emilia    | 3-0     | 3-2            | 3-0            | XXX           | 3-1              | 3-1     |
| Sesto Fiorentino | 3-0     | 1-3            | 2-3            | 1-3           | XXX              | 2-3     |
| Vignola          | 3-2     | 0-3            | 3-2            | 1-3           | 3-2              | XXX     |

## Fonti
- Filippo Grassia e Claudio Palmigiano (a cura di). Almanacco illustrato del volley 1987. Modena, Panini, 1986.